# Pou Chen Corporation
Pou Chen Corporation (tiếng Trung: 寶成工業股份有限公司), hay Pou Chen, Bảo Thành, là công ty sản xuất giày dép tại Đài Loan, và là một trong những nhà sản xuất giày dép lớn nhất thế giới. Trụ sở chính đặt tại thành phố Đài Trung, Đài Loan.
Tập đoàn được thành lập năm 1969 tại Phúc Hưng, Chương Hóa bởi gia đình họ Thái.
Ngoài việc sản xuất và gia công giày thể thao cho các thương hiệu lớn như Nike, Puma, Adidas... Tập đoàn Pou Chen còn tham gia vào các lĩnh vực như mở cửa hàng kinh doanh các đồ dùng thể thao, bất động sản và khách sạn.